# Gare d’Ychoux
Gare d'Ychoux – przystanek kolejowy w Ychoux, w departamencie Landy, w regionie Nowa Akwitania, we Francji.
Jest przystankiem kolejowym Société nationale des chemins de fer français (SNCF), obsługiwanym przez pociągi TER Aquitaine.